# Virginia Ruano Pascual
Virginia "Vivi" Ruano Pascual (Madrid, 21 de setembre de 1973) és una tennista professional espanyola. A nivell individual ha guanyat únicament 3 torneigs, però en dobles ha tingut una trajectòria molt reeixida amb un total de 43 títols, 10 d'ells Grand Slams. Juntament amb l'argentina Paola Suárez va formar la millor parella del món durant diverses temporades, aconseguint 8 títols de Grand Slam i disputant nou finals consecutives (5 victòries i 4 derrotes). Els dos darrers títols els va aconseguir amb la seva compatriota Anabel Medina Garrigues. A més ha estat número 1 del món en dobles durant més de 2 anys, de forma ininterrompuda. També va guanyar un títol de Grand Slam en la modalitat de dobles mixtos, va ser el Roland Garros de 2001, al costat de Tomàs Carbonell.
Representant a Espanya, Virginia Ruano ha aconseguit dues medalles d'argent en els Jocs Olímpics d'Atenes 2004 i Pequín 2008, ambdues en el torneig de dobles femení, la primera formant parella amb Conchita Martínez i la segona amb Anabel Medina.

## Torneigs de Grand Slam

### Dobles femenins: 16 (10−6)
| Resultat   | Núm. | Any  | Torneig           | Parella                 | Oponents en la final                    | Marcador      |
| ---------- | ---- | ---- | ----------------- | ----------------------- | --------------------------------------- | ------------- |
| Finalista  | 1.   | 2000 | Roland Garros     | Paola Suárez            | Martina Hingis Mary Pierce              | 2−6, 4−6      |
| Guanyadora | 1.   | 2001 | Roland Garros     | Paola Suárez            | Jelena Dokić Conchita Martínez          | 6−2, 6−1      |
| Guanyadora | 2.   | 2002 | Roland Garros (2) | Paola Suárez            | Lisa Raymond Rennae Stubbs              | 6−6−2         |
| Finalista  | 2.   | 2002 | Wimbledon         | Paola Suárez            | Serena Williams Venus Williams          | 2−6, 5−7      |
| Guanyadora | 3.   | 2002 | US Open           | Paola Suárez            | Ielena Deméntieva Janette Husárová      | 6−2, 6−1      |
| Finalista  | 3.   | 2003 | Open d'Austràlia  | Paola Suárez            | Serena Williams Venus Williams          | 6−4, 4−6, 3−6 |
| Finalista  | 4.   | 2003 | Roland Garros (2) | Paola Suárez            | Kim Clijsters Ai Sugiyama               | 7−6, 2−6, 7−9 |
| Finalista  | 5.   | 2003 | Wimbledon (2)     | Paola Suárez            | Kim Clijsters Ai Sugiyama               | 4−6, 4−6      |
| Guanyadora | 4.   | 2003 | US Open (2)       | Paola Suárez            | Svetlana Kuznetsova Martina Navrátilová | 6−2, 6−2      |
| Guanyadora | 5.   | 2004 | Open d'Austràlia  | Paola Suárez            | Svetlana Kuznetsova Ielena Likhovtseva  | 6−4, 6−3      |
| Guanyadora | 6.   | 2004 | Roland Garros (3) | Paola Suárez            | Svetlana Kuznetsova Ielena Likhovtseva  | 6−0, 6−3      |
| Guanyadora | 7.   | 2004 | US Open (3)       | Paola Suárez            | Svetlana Kuznetsova Ielena Likhovtseva  | 6−4, 7−5      |
| Guanyadora | 8.   | 2005 | Roland Garros (4) | Paola Suárez            | Cara Black Liezel Huber                 | 4−6, 6−3, 6−3 |
| Finalista  | 6.   | 2006 | Wimbledon (3)     | Paola Suárez            | Yan Zi Zheng Jie                        | 3−6, 6−3, 2−6 |
| Guanyadora | 9.   | 2008 | Roland Garros (5) | Anabel Medina Garrigues | Casey Dellacqua Francesca Schiavone     | 2−6, 7−5, 6−4 |
| Guanyadora | 10.  | 2009 | Roland Garros (6) | Anabel Medina Garrigues | Viktória Azàrenka Ielena Vesninà        | 6−1, 6−1      |

### Dobles mixtos: 1 (1−0)
| Resultat   | Núm. | Any  | Torneig       | Parella         | Oponents en la final      | Marcador |
| ---------- | ---- | ---- | ------------- | --------------- | ------------------------- | -------- |
| Guanyadora | 1.   | 2001 | Roland Garros | Tomàs Carbonell | Jaime Oncins Paola Suárez | 7−5, 6−3 |

## Jocs Olímpics

### Dobles
| Any  | Campionat                     | Parella                 | Oponents                       | Resultat |
| ---- | ----------------------------- | ----------------------- | ------------------------------ | -------- |
| 2004 | Jocs Olímpics, Atenes, Grècia | Conchita Martínez       | Li Ting Sun Tiantian           | 3−6, 3−6 |
| 2008 | Jocs Olímpics, Pequín, Xina   | Anabel Medina Garrigues | Venus Williams Serena Williams | 2−6, 0−6 |

## Palmarès

### Individual: 3 (3−0)
| Llegenda                     |
| ---------------------------- |
| Grand Slam (0−0)             |
| WTA Tour Championships (0−0) |
| Tier I (0−0)                 |
| Tier II (0−0)                |
| Tier III (0−0)               |
| Tier IV (3−0)                |
| Tier V (0−0)                 |

| Títols per superfície |
| --------------------- |
| Dura (1−0)            |
| Gespa (0−0)           |
| Terra batuda (2−0)    |

| Resultat   | Núm. | Data                 | Torneig              | Superfície   | Oponent en la final      | Marcador      |
| ---------- | ---- | -------------------- | -------------------- | ------------ | ------------------------ | ------------- |
| Guanyadora | 1.   | 18 de maig de 1997   | Cardiff, Regne Unit  | Terra batuda | Alexia Dechaume-Balleret | 6−1, 3−6, 6−2 |
| Guanyadora | 2.   | 26 d'abril de 1998   | Budapest, Hongria    | Terra batuda | Silvia Farina Elia       | 6−4, 4−6, 6−3 |
| Guanyadora | 3.   | 12 d'octubre de 2003 | Taixkent, Uzbekistan | Dura         | Saori Obata              | 6−2, 7−6(2)   |

### Dobles: 78 (43−35)
| Abans de 2009                | Després de 2009         |
| ---------------------------- | ----------------------- |
| Grand Slam (10−6)            |                         |
| Jocs Olímpics Argent (2)     |                         |
| WTA Tour Championships (1−0) |                         |
| Tier I (11−11)               | Premier Mandatory (0−0) |
| Tier II (5−6)                | Premier 5 (0−0)         |
| Tier III (7−4)               | Premier (1−0)           |
| Tier IV i V (8−5)            | International (0−1)     |

| Títols per superfície |
| --------------------- |
| Dura (21−18)          |
| Gespa (0−5)           |
| Terra batuda (21−12)  |
| Moqueta (0−1)         |

| Resultat   | Núm. | Data                   | Torneig                            | Superfície   | Parella                 | Oponents en la final                          | Marcador            |
| ---------- | ---- | ---------------------- | ---------------------------------- | ------------ | ----------------------- | --------------------------------------------- | ------------------- |
| Guanyadora | 1.   | 18 de gener de 1998    | Hobart, Austràlia                  | Dura         | Paola Suárez            | Julie Halard-Decugis Janette Husárová         | 7−6(6), 6−3         |
| Guanyadora | 2.   | 26 d'abril de 1998     | Budapest, Hongria                  | Terra batuda | Paola Suárez            | Cătălina Cristea Laura Montalvo               | 4−6, 6−1, 6−1       |
| Guanyadora | 3.   | 10 de maig de 1998     | Roma, Itàlia                       | Terra batuda | Paola Suárez            | Amanda Coetzer Arantxa Sánchez Vicario        | 7−6(1), 6−4         |
| Finalistaa | 1.   | 25 d'abril de 1999     | Budapest                           | Terra batuda | Laura Montalvo          | Evgenia Kulikovskaya Sandra Načuk             | 3−6, 4−6            |
| Guanyadora | 4.   | 23 de maig de 1999     | Madrid, Espanya                    | Terra batuda | Paola Suárez            | Maria Fernanda Landa Marlene Weingärtner      | 6−2, 0−6, 6−0       |
| Guanyadora | 5.   | 23 d'abril de 2000     | Hilton Head, Estats Units          | Terra batuda | Paola Suárez            | Conchita Martínez Patricia Tarabini           | 7−5, 6−3            |
| Finalista  | 2.   | 11 de juny de 2000     | Roland Garros, França              | Terra batuda | Paola Suárez            | Martina Hingis Mary Pierce                    | 2−6, 4−6            |
| Finalista  | 3.   | 10 de juliol de 2000   | Palerm, Itàlia                     | Terra batuda | Ruxandra Dragomir       | Silvia Farina Elia Rita Grande                | 4−6, 6−0, 6−7(6)    |
| Guanyadora | 6.   | 23 de juliol de 2000   | Sopot, Polònia                     | Terra batuda | Paola Suárez            | Asa Carlsson Rita Grande                      | 7−5, 6−1            |
| Finalista  | 4.   | 21 d'agost de 2000     | New Haven, Estats Units            | Dura         | Paola Suárez            | Julie Halard-Decugis Ai Sugiyama              | 4−6, 7−5, 2−6       |
| Finalista  | 5.   | 7 de gener de 2001     | Hobart                             | Dura         | Ruxandra Dragomir       | Ielena Likhovtseva Cara Black                 | 4−6, 1−6            |
| Finalista  | 6.   | 4 de març de 2001      | Acapulco, Mèxic                    | Terra batuda | Paola Suárez            | Anabel Medina Garrigues M.J. Martínez Sánchez | 4−6, 7−6(5), 5−7    |
| Finalista  | 7.   | 11 de març de 2001     | Indian Wells, Estats Units         | Dura         | Paola Suárez            | Nicole Arendt Ai Sugiyama                     | 4−6, 4−6            |
| Finalista  | 8.   | 22 d'abril de 2001     | Charleston, Estats Units           | Terra batuda | Paola Suárez            | Lisa Raymond Rennae Stubbs                    | 7−5, 7−6(5), 3−6    |
| Guanyadora | 7.   | 20 de maig de 2001     | Anvers, Bèlgica                    | Terra batuda | Els Callens             | Kristie Boogert Miriam Oremans                | 6−3, 3−6, 6−4       |
| Guanyadora | 8.   | 26 de maig de 2001     | Madrid (2)                         | Terra batuda | Paola Suárez            | Lisa Raymond Rennae Stubbs                    | 7−5, 2−6, 7−6(4)    |
| Guanyadora | 9.   | 10 de juny de 2001     | Roland Garros                      | Terra batuda | Paola Suárez            | Jelena Dokić Conchita Martínez                | 6−2, 6−1            |
| Guanyadora | 10.  | 22 de juliol de 2001   | Knokke-Heist, Bèlgica              | Terra batuda | Magüi Serna             | Ruxandra Dragomir Ilie Andreea Vanc           | 6−4, 6−3            |
| Guanyadora | 11.  | 24 de febrer de 2002   | Bogotà, Colòmbia                   | Terra batuda | Paola Suárez            | Tina Križan Katarina Srebotnik                | 6−2, 6−1            |
| Guanyadora | 12.  | 3 de març de 2002      | Acapulco                           | Terra batuda | Paola Suárez            | Tina Križan Katarina Srebotnik                | 7−5, 6−1            |
| Finalista  | 9.   | 1 d'abril de 2002      | Miami, Estats Units                | Dura         | Paola Suárez            | Lisa Raymond Rennae Stubbs                    | 6−7(4), 7−6(4), 3−6 |
| Guanyadora | 13.  | 19 de maig de 2002     | Roma (2)                           | Terra batuda | Paola Suárez            | Conchita Martínez Patricia Tarabini           | 6−3, 6−4            |
| Guanyadora | 14.  | 9 de juny de 2002      | Roland Garros (2)                  | Terra batuda | Paola Suárez            | Lisa Raymond Rennae Stubbs                    | 6−4, 6−2            |
| Finalista  | 10.  | 24 de juny de 2002     | Wimbledon, Regne Unit              | Gespa        | Paola Suárez            | Serena Williams Venus Williams                | 6−2, 7−5            |
| Guanyadora | 15.  | 18 d'agost de 2002     | Mont-real, Canadà                  | Dura         | Paola Suárez            | Rika Fujiwara Ai Sugiyama                     | 6−4, 7−6(4)         |
| Guanyadora | 16.  | 8 de setembre de 2002  | US Open, Estats Units              | Dura         | Paola Suárez            | Ielena Deméntieva Janette Husárová            | 6−2, 6−1            |
| Guanyadora | 17.  | 14 de setembre de 2002 | Bahia, Brasil                      | Dura         | Paola Suárez            | Émilie Loit Rossana de los Ríos               | 6−4, 6−1            |
| Guanyadora | 18.  | 29 de setembre de 2002 | Bali, Indonèsia                    | Dura         | Cara Black              | Svetlana Kuznetsova Arantxa Sánchez Vicario   | 6−2, 6−3            |
| Finalista  | 11.  | 13 de gener de 2003    | Open d'Austràlia, Austràlia        | Dura         | Paola Suárez            | Serena Williams Venus Williams                | 4−6, 6−3, 6−3       |
| Guanyadora | 19.  | 13 d'abril de 2003     | Charleston (2)                     | Terra batuda | Paola Suárez            | Janette Husárová Conchita Martínez            | 6−0, 6−3            |
| Finalista  | 12.  | 20 d'abril de 2003     | Amelia Island, Estats Units        | Terra batuda | Paola Suárez            | Lindsay Davenport Lisa Raymond                | 5−7, 2−6            |
| Guanyadora | 20.  | 11 de maig de 2003     | Berlín, Alemanya                   | Terra batuda | Paola Suárez            | Kim Clijsters Ai Sugiyama                     | 6−3, 4−6, 6−4       |
| Finalista  | 13.  | 8 de juny de 2003      | Roland Garros (2)                  | Terra batuda | Paola Suárez            | Kim Clijsters Ai Sugiyama                     | 7−6(5), 2−6, 7−9    |
| Finalista  | 14.  | 6 de juliol de 2003    | Wimbledon (2)                      | Gespa        | Paola Suárez            | Kim Clijsters Ai Sugiyama                     | 4−6, 4−6            |
| Guanyadora | 21.  | 23 d'agost de 2003     | New Haven                          | Dura         | Paola Suárez            | Alicia Molik Magüi Serna                      | 7−6(6), 6−3         |
| Guanyadora | 22.  | 7 de setembre de 2003  | US Open (2)                        | Dura         | Paola Suárez            | Svetlana Kuznetsova Martina Navrátilová       | 6−2, 6−3            |
| Finalista  | 15.  | 19 d'octubre de 2003   | Zuric, Suïssa                      | Dura (i)     | Paola Suárez            | Kim Clijsters Ai Sugiyama                     | 6−7(3), 2−6         |
| Guanyadora | 23.  | 10 de novembre de 2003 | Los Angeles, Estats Units          | Dura (i)     | Paola Suárez            | Kim Clijsters Ai Sugiyama                     | 6−4, 3−6, 6−3       |
| Finalista  | 16.  | 5 de gener de 2004     | Auckland, Nova Zelanda             | Dura         | Paola Suárez            | Mervana Jugić-Salkić Jelena Kostanić Tošić    | 6−7(6), 6−3, 1−6    |
| Guanyadora | 24.  | 1 de febrer de 2004    | Open d'Austràlia                   | Dura         | Paola Suárez            | Svetlana Kuznetsova Ielena Likhovtseva        | 6−4, 6−3            |
| Guanyadora | 25.  | 21 de març de 2004     | Indian Wells                       | Dura         | Paola Suárez            | Svetlana Kuznetsova Ielena Likhovtseva        | 6−1, 6−2            |
| Guanyadora | 26.  | 18 d'abril de 2004     | Charleston (3)                     | Terra batuda | Paola Suárez            | Martina Navrátilová Lisa Raymond              | 6−4, 6−1            |
| Finalista  | 17.  | 10 de maig de 2004     | Roma                               | Terra batuda | Paola Suárez            | Nàdia Petrova Meghann Shaughnessy             | 6−2, 3−6, 3−6       |
| Guanyadora | 27.  | 3 de juny de 2004      | Roland Garros (3)                  | Terra batuda | Paola Suárez            | Svetlana Kuznetsova Ielena Likhovtseva        | 6−0, 6−3            |
| Finalista  | 18.  | 19 de juliol de 2004   | Los Angeles, Estats Units          | Dura         | Conchita Martínez       | Nàdia Petrova Meghann Shaughnessy             | 7−6(2), 4−6, 3−6    |
| Finalista  | 19.  | 26 de juliol de 2004   | San Diego, Estats Units            | Dura         | Paola Suárez            | Cara Black Rennae Stubbs                      | 6−4, 1−6, 4−6       |
| Finalista  | 20.  | 22 d'agost de 2004     | Jocs Olímpics 2004, Atenes, Grècia | Dura         | Conchita Martínez       | Li Ting Sun Tiantian                          | 3−6, 3−6            |
| Guanyadora | 28.  | 11 de setembre de 2004 | US Open (3)                        | Dura         | Paola Suárez            | Svetlana Kuznetsova Ielena Likhovtseva        | 6−4, 7−5            |
| Finalista  | 21.  | 17 d'octubre de 2004   | Moscou, Rússia                     | Moqueta      | Paola Suárez            | Anastassia Mískina Vera Zvonariova            | 3−6, 6−4, 2−6       |
| Finalista  | 22.  | 24 d'octubre de 2004   | Zuric (2)                          | Dura (i)     | Paola Suárez            | Cara Black Rennae Stubbs                      | 4−6, 4−6            |
| Guanyadora | 29.  | 31 d'octubre de 2004   | Luxemburg, Luxemburg               | Dura (i)     | Paola Suárez            | Jill Craybas Marlene Weingärtner              | 6−1, 6−7(1), 6−3    |
| Guanyadora | 30.  | 5 de març de 2005      | Dubai, Emirats Àrabs Units         | Dura         | Paola Suárez            | Svetlana Kuznetsova Alicia Molik              | 6−7(7), 6−2, 6−1    |
| Guanyadora | 31.  | 19 de març de 2005     | Indian Wells (2)                   | Dura         | Paola Suárez            | Nàdia Petrova Meghann Shaughnessy             | 7−6(3), 6−1         |
| Guanyadora | 32.  | 17 d'abril de 2005     | Charleston (4)                     | Terra batuda | Conchita Martínez       | Iveta Benešová Květa Peschke                  | 6−1, 6−4            |
| Guanyadora | 33.  | 4 de juny de 2005      | Roland Garros (4)                  | Terra batuda | Paola Suárez            | Cara Black Liezel Huber                       | 4−6, 6−3, 6−3       |
| Guanyadora | 34.  | 7 d'agost de 2005      | San Diego                          | Dura         | Conchita Martínez       | Daniela Hantuchová Ai Sugiyama                | 6−7(7), 6−1, 7−5    |
| Finalista  | 23.  | 15 d'agost de 2005     | Toronto                            | Dura         | Conchita Martínez       | Anna-Lena Grönefeld Martina Navrátilová       | 7−5, 3−6, 4−6       |
| Finalista  | 24.  | 9 d'octubre de 2005    | Bangkok, Tailàndia                 | Dura         | Conchita Martínez       | Shinobu Asagoe Gisela Dulko                   | 1−6, 5−7            |
| Finalista  | 25.  | 30 d'octubre de 2005   | Linz, Àustria                      | Dura (i)     | Conchita Martínez       | Gisela Dulko Květa Peschke                    | 2−6, 3−6            |
| Finalista  | 26.  | 17 de gener de 2006    | Sydney, Àustralia                  | Dura         | Paola Suárez            | Corina Morariu Rennae Stubbs                  | 6−3, 5−7, 2−6       |
| Finalista  | 27.  | 18 de març de 2006     | Indian Wells (2)                   | Dura         | Meghann Shaughnessy     | Lisa Raymond Samantha Stosur                  | 2−6, 5−7            |
| Finalista  | 28.  | 16 d'abril de 2006     | Charleston (2)                     | Terra batuda | Meghann Shaughnessy     | Lisa Raymond Samantha Stosur                  | 6−3, 1−6, 1−6       |
| Finalista  | 29.  | 8 de juliol de 2006    | Wimbledon (3)                      | Gespa        | Paola Suárez            | Zheng Jie Yan Zi                              | 3−6, 6−3, 2−6       |
| Guanyadora | 35.  | 13 d'agost de 2006     | Los Angeles                        | Dura         | Paola Suárez            | Daniela Hantuchová Ai Sugiyama                | 6−3, 6−4            |
| Guanyadora | 36.  | 24 de setembre de 2006 | Pequín, Xina                       | Dura         | Paola Suárez            | Anna Txakvetadze Ielena Vesninà               | 6−2, 6−4            |
| Guanyadora | 37.  | 1 d'octubre de 2006    | Seül, Corea del Sud                | Dura         | Paola Suárez            | Chuang Chia-jung Mariana Díaz-Oliva           | 6−2, 6−3            |
| Finalista  | 30.  | 13 de gener de 2007    | Hobart (2)                         | Dura         | Anabel Medina Garrigues | Ielena Likhovtseva Ielena Vesninà             | 4−6, 5−7            |
| Finalista  | 31.  | 9 d'abril de 2007      | Amelia Island (2)                  | Terra batuda | Anabel Medina Garrigues | Mara Santangelo Katarina Srebotnik            | 3−6, 6−7(4)         |
| Finalista  | 32.  | 18 de juny de 2007     | 's-Hertogenbosch, Països Baixos    | Gespa        | Anabel Medina Garrigues | Chan Yung-jan Chuang Chia-jung                | 5−7, 2−6            |
| Guanyadora | 38.  | 5 d'agost de 2007      | Estocolm, Suècia                   | Dura         | Anabel Medina Garrigues | Chan Chin-wei Tetiana Luzhanska               | 6−1, 5−7, [10−6]    |
| Guanyadora | 39.  | 11 de gener de 2008    | Hobart (2)                         | Dura         | Anabel Medina Garrigues | Eleni Daniïlidu Jasmin Wöhr                   | 6−2, 6−4            |
| Guanyadora | 40.  | 6 de juny de 2008      | Roland Garros (5)                  | Terra batuda | Anabel Medina Garrigues | Casey Dellacqua Francesca Schiavone           | 2−6, 7−5, 6−4       |
| Finalista  | 33.  | 15 de juny de 2008     | Birmingham, Regne Unit             | Gespa        | Séverine Brémond        | Cara Black Liezel Huber                       | 2−6, 1−6            |
| Guanyadora | 41.  | 27 de juliol de 2008   | Portorož, Eslovènia                | Dura         | Anabel Medina Garrigues | Vera Duixévina Iekaterina Makàrova            | 6−4, 6−1            |
| Finalista  | 34.  | 17 d'agost de 2008     | Jocs Olímpics 2008, Pequín, Xina   | Dura         | Anabel Medina Garrigues | Serena Williams Venus Williams                | 2−6, 0−6            |
| Finalista  | 35.  | 6 d'abril de 2009      | Marbella, Espanya                  | Terra batuda | Anabel Medina Garrigues | Klaudia Jans Alicja Rosolska                  | 3−6, 3−6            |
| Guanyadora | 42.  | 5 de juny de 2009      | Roland Garros (6)                  | Terra batuda | Anabel Medina Garrigues | Viktória Azàrenka Ielena Vesninà              | 6−1, 6−1            |
| Guanyadora | 43.  | 22 de maig de 2010     | Varsòvia, Polònia                  | Terra batuda | Meghann Shaughnessy     | Cara Black Yan Zi                             | 6−3, 6−4            |

#### Períodes com a número 1
| Núm. | Precedida per | Dates                   | Succeïda per | Setmanes | Acumulat |
| ---- | ------------- | ----------------------- | ------------ | -------- | -------- |
| 1.   | Kim Clijsters | 08/09/2003 − 14/09/2003 | Ai Sugiyama  | 1        | 1        |
| 2.   | Paola Suárez  | 26/07/2004 − 16/10/2005 | Cara Black   | 64       | 65       |

### Dobles mixtos: 1 (1−0)
| Resultat   | Núm. | Data              | Torneig               | Superfície   | Parella         | Oponents en la final      | Marcador |
| ---------- | ---- | ----------------- | --------------------- | ------------ | --------------- | ------------------------- | -------- |
| Guanyadora | 1.   | 9 de juny de 2001 | Roland Garros, França | Terra batuda | Tomàs Carbonell | Jaime Oncins Paola Suárez | 7−5, 6−3 |

### Equips: 4 (1−3)
| Resultat   | Núm. | Data                      | Torneig                                     | Superfície   | Equip                                                           | Oponents                                                               | Marcador |
| ---------- | ---- | ------------------------- | ------------------------------------------- | ------------ | --------------------------------------------------------------- | ---------------------------------------------------------------------- | -------- |
| Guanyadora | 1.   | 25−26 de novembre de 1995 | Copa Federació, València, Espanya           | Terra batuda | Conchita Martínez Maria Sánchez Lorenzo Arantxa Sánchez Vicario | Lindsay Davenport Gigi Fernandez Mary Joe Fernandez Chanda Rubin       | 3−2      |
| Finalista  | 1.   | 28−29 de setembre de 1996 | Copa Federació, Atlantic City, Estats Units | Moqueta (i)  | Gala León Conchita Martínez Arantxa Sánchez Vicario             | Lindsay Davenport Mary Joe Fernandez Monica Seles Linda Wild           | 0−5      |
| Finalista  | 2.   | 24−25 de novembre de 2000 | Copa Federació, Las Vegas, Estats Units     | Moqueta (i)  | Conchita Martínez Arantxa Sánchez Vicario Magui Serna           | Jennifer Capriati Lindsay Davenport Lisa Raymond Monica Seles          | 0−5      |
| Finalista  | 3.   | 13−14 de setembre de 2008 | Copa Federació, Madrid, Espanya             | Terra batuda | Núria Llagostera Vives A. Medina Garrigues Carla Suárez Navarro | Svetlana Kuznetsova Iekaterina Makàrova Ielena Vesninà Vera Zvonariova | 0−4      |

## Trajectòria

### Individual
| Torneig | 1992 | 1993        | 1994        | 1995        | 1996 | 1997        | 1998        | 1999        | 2000 | 2001        | 2002        | 2003        | 2004 | 2005        | 2006        | 2007        | 2008 | 2009 | 2010 | Títols    | G−P       |
| --- | ---- | ----------- | ----------- | ----------- | ---- | ----------- | ----------- | ----------- | ---- | ----------- | ----------- | ----------- | ---- | ----------- | ----------- | ----------- | ---- | ---- | ---- | --------- | --------- |
| Open d'Austràlia | A    | A           | 1R          | A           | 1R   | 2R          | 2R          | 2R          | 1R   | 3R          | 1R          | QF          | 2R   | 1R          | 4R          | 2R          | 3R   | 2R   | A    | 0 / 15    | 17–15     |
| Roland Garros | Q    | Q           | Q           | QF          | 1R   | 3R          | 3R          | 1R          | A    | 2R          | 2R          | 1R          | 3R   | 2R          | 1R          | Q           | 1R   | 2R   | Q    | 0 / 13    | 14–13     |
| Wimbledon | A    | A           | A           | 1R          | 1R   | 2R          | 4R          | 1R          | A    | 2R          | 2R          | 1R          | 3R   | 1R          | 2R          | 3R          | 2R   | Q    | A    | 0 / 13    | 12–13     |
| US Open | 1R   | 2R          | A           | 1R          | 1R   | 1R          | 3R          | 3R          | 2R   | 3R          | 1R          | 1R          | 2R   | 1R          | 2R          | 1R          | 2R   | A    | A    | 0 / 16    | 11–16     |
| Jocs Olímpics | A    | No celebrat | No celebrat | No celebrat | 2R   | No celebrat | No celebrat | No celebrat | A    | No celebrat | No celebrat | No celebrat | A    | No celebrat | No celebrat | No celebrat | A    | NC   | NC   | 0 / 1     | 1–1       |
| Rànquing a final d'any                                                                                               | 138  | 25          | 61          | 64          | 98   | 54          | 32          | 85          | 89   | 56          | 65          | 55          | 64   | 106         | 67          | 83          | 105  | 199  | −    | 395 − 353 | 395 − 353 |
| Llegenda: G: Guanyadora F: Finalista SF: Semifinalista QF: Quarts de final Q: Qualificació A: Absent RR: Round Robin |      |             |             |             |      |             |             |             |      |             |             |             |      |             |             |             |      |      |      |           |           |

### Dobles
| Torneig | 1992 | 1993        | 1994        | 1995        | 1996 | 1997        | 1998        | 1999        | 2000 | 2001        | 2002        | 2003        | 2004 | 2005        | 2006        | 2007        | 2008 | 2009 | 2010 | Títols    | G−P       |
| --- | ---- | ----------- | ----------- | ----------- | ---- | ----------- | ----------- | ----------- | ---- | ----------- | ----------- | ----------- | ---- | ----------- | ----------- | ----------- | ---- | ---- | ---- | --------- | --------- |
| Open d'Austràlia | A    | A           | A           | A           | A    | QF          | 2R          | 2R          | 2R   | QF          | 3R          | F           | G    | 1R          | QF          | 1R          | SF   | 3R   | 3R   | 1 / 14    | 31–13     |
| Roland Garros | 1R   | 2R          | 2R          | A           | A    | 1R          | 2R          | 2R          | F    | G           | G           | F           | G    | G           | 2R          | QF          | G    | G    | 1R   | 6 / 17    | 54–11     |
| Wimbledon | A    | A           | A           | A           | 1R   | 1R          | 2R          | 3R          | QF   | SF          | F           | F           | SF   | A           | F           | 3R          | 3R   | SF   | 2R   | 0 / 14    | 33–14     |
| US Open | 2R   | A           | 1R          | A           | 1R   | 2R          | SF          | 2R          | 1R   | 3R          | G           | G           | G    | SF          | QF          | 3R          | SF   | 3R   | A    | 3 / 16    | 41–13     |
| Jocs Olímpics | A    | No celebrat | No celebrat | No celebrat | A    | No celebrat | No celebrat | No celebrat | A    | No celebrat | No celebrat | No celebrat | 2a   | No celebrat | No celebrat | No celebrat | 2a   | NC   | NC   | 0 / 2     | 6–2       |
| WTA Tour Championships                                                                                               | A    | A           | A           | A           | A    | A           | A           | A           | A    | QF          | SF          | QF          | G    | SF          | SF          | A           | SF   | A    | A    | 1 / 7     | 3–6       |
| Rànquing a final d'any                                                                                               | 97   | 202         | 145         | 376         | 115  | 90          | 28          | 44          | 10   | 8           | 2           | 2           | 1    | 4           | 10          | 30          | 5    | 10   | −    | 596 − 272 | 596 − 272 |
| Llegenda: G: Guanyadora F: Finalista SF: Semifinalista QF: Quarts de final Q: Qualificació A: Absent RR: Round Robin |      |             |             |             |      |             |             |             |      |             |             |             |      |             |             |             |      |      |      |           |           |

## Guardons
- Parella de dobles de l'any WTA (2002, 2003, 2004) amb Paola Suárez.
- Parella de dobles de l'any ITF (2002, 2003, 2004) amb Paola Suárez.